# Stelio Maria Martini
Stelio Maria Martini (Ancona, 13 gennaio 1934 – Caivano, 1º marzo 2016) è stato un artista, poeta e critico letterario italiano.
Crescenzo Martini, in arte Stelio Maria Martini, è stato uno dei principali esponenti della poesia visuale, autore di uno dei primi libri d'artista verbo-visuali italiani ("Schemi", 1962) e collaboratore di varie riviste d'avanguardia. Notevole anche la sua attività nel campo della critica letteraria: assieme a Luciano Caruso contribuì alla rivalutazione critica del Futurismo.

## Biografia

### Editoria d'avanguardia
Stelio Maria Martini inizia a comporre i primi versi attorno alla metà degli anni Cinquanta. In questi anni frequenta Mario Persico, Mario Diacono, Emilio Villa, Lucio Del Pezzo, Gianni Bertini e Sergio Dangelo. Nel corso degli anni Sessanta lavora in più occasioni con Giuseppe Desiato e Mario Persico. Con Luciano Caruso realizza numerosissime iniziative anche nel decennio successivo.
Sul finire del decennio elabora i poemi di Parologismata, collaborando al contempo alla rivista "Documento Sud" (1959-1961). Al 1961 risalgono i suoi primi poemi-collage, la cui forma viene precisata nel 1962 con la plaquette "Schemi" per le edizioni di Documento-Sud, prima pubblicazione incentrata sulla commistione di elementi verbali e visuali, prevalentemente estrapolati dai mass-media. Sempre nel 1962, assieme a Mario Diacono promuove i tre numeri di "Quaderno", esperienza poi proseguita a Roma con "Ex", alla quale parteciperà anche Emilio Villa. Nel 1963 realizza con la tecnica del collage le tavole di "Neurosentimental", romanzo verbo-visivo che troverà forma compiuta solo nel 1974, per le edizioni di Continuum. Tra le altre pubblicazioni di Martini che in diversa maniera assemblano elementi verbali e visivi ricordiamo "Turbiglione" (Guanda, 1966), "Formulazioni non-A" (Visual Art Center, 1972) e "Parologismatica" (Visual Art Center, 1974) e "Detournement" (Visual Art Center, 1975), quest'ultima impreziosita da fumetti 'deturnati' da Luciano Caruso.
L'esperienza all'interno delle riviste d'avanguardia prosegue nel 1963 con "Linea Sud" fondata da Luca di cui è redattore con Enrico Bugli, Luciano Caruso e Mario Persico, mentre nel 1968, assieme a Luciano Caruso dà vita a "Continuum". Nel 1973, assieme a Caruso, stampa in 150 esemplari il numero unico della rivista-contenitore "Continuazione A-Z", che include 25 manifesti di altrettanti artisti, mentre tra il 1976 e il 1981 promuove sempre assieme a Caruso i 25 numeri di E/mana/azione.

### Saggistica
Non meno intensa l'attività di Martini nel campo della saggistica, incentrata sia sulla storia della letteratura che delle avanguardie storiche e delle neo-avanguardie. Tra i numerosi titoli ricordiamo, perlomeno, i saggi pionieristici su Emilio Villa ed Edoardo Cacciatore, pubblicati all'interno dei volumi sul 900 editi dall'editore Marzorati, i due volumi delle "Tavole parolibere futuriste" (Liguori, 1975-1977), "L'oggetto poi/etico" (E/mana/azione, 1980), "L'impassibile naufrago. Le riviste sperimentali a Napoli negli anni '60 e '70" (Guida, 1986), "Breve storia dell'avanguardia" (Nuove Edizioni, 1988), "Tramonto della parola" (Bulzoni, 1999).

### Attività espositiva
Affianca all'attività letteraria quella espositiva, emergendo fra i protagonisti della Poesia visiva. Tra le principali mostre personali ricordiamo quelle alla galleria La Piramide di Firenze (1977), al Mercato del Sale di Milano (1981), allo Studio Morra di Napoli (1983), ai Magazzini Generali (1985) e alla Casa delle arti (1989) di Roma, alla Domus Jani di Verona (1991). Tra le collettive, segnaliamo "Poesia visiva del Gruppo 63" (Galleria Guida, Napoli, 1965), "Il gesto poetico" (Studio Santandrea, Milano, 1977), "Poesia visiva. 5 maestri. Ugo Carrega, Stelio Maria Martini, Eugenio Miccini, Lamberto Pignotti, Sarenco", ospitata tra 1988 e 1989 nelle tre sedi di Palazzo Forti a Verona, del Museo Mediceo a Firenze e di Castel dell'Ovo a Napoli.
L'archivio di Stelio Maria Martini è conservato presso l'Archivio del '900 del Mart